# Olivier Schneider (militant cycliste)
Pour les articles homonymes, voir Olivier Schneider.
Olivier Schneider est un militant cycliste français, président de la Fédération française des usagers de la bicyclette (FUB) de 2015 à 2024.

## Biographie
Il naît à Levallois-Perret (Hauts-de-Seine) en 1982, dans une famille franco-polonaise. La famille passe ensuite plusieurs années à Wrocław en Pologne. Il suit une formation d'ingénieur à Télécom Bretagne (école devenue IMT Atlantique) et commence sa carrière en informatique à Crédit mutuel Arkéa à Brest.
Il investit dans un vélo à assistance électrique pour aller au travail en 2006 et s'engage en 2009 dans l'association Brest à pied et à vélo,. Il est élu en 2011 au conseil d'administration de la Fédération française des usagers de la bicyclette, qu'il préside de 2015 à 2024, où il devient un coprésident parmi six.

### Président de la FUB
Son projet en accédant à la présidence est de « passer de la FUB qui défend les cyclistes à la FUB qui promeut une solution de déplacement vertueuse », ce qu'il met en œuvre par une démarche de lobbying en soulignant les avantages du vélo pour la santé publique. Comme le président du Club des villes et territoires cyclables et marchables Pierre Serne, il établit une relation privilégiée avec Élisabeth Borne, ministre des transports puis de la transition écologique de 2017 à 2020, qui fait appel à eux pour soutenir le vélo à la sortie du confinement. Olivier Schneider défend plusieurs axes de soutien au vélo, parmi lesquels l'apprentissage avant l'entrée au collège, la prime de 50 € pour réparer des vélos durant la pandémie de Covid-19 et le développement d'infrastructures cyclables continues et sécurisées. 
Sous sa direction, la FUB lance le premier Baromètre des villes cyclables, qui reçoit 113 000 réponses en 2017.

## Liens
- Ressource relative à plusieurs domaines :   - Radio France
- Notices d'autorité :   - VIAF
  - IdRef
  - Pologne